# Särevere
Särevere (Duits: Serrefer) is een plaats in de Estlandse gemeente Türi, provincie Järvamaa. De plaats heeft de status van groter dorp of ‘vlek’ (Estisch: alevik).

## Bevolking
De ontwikkeling van het aantal inwoners blijkt uit het volgende staatje:
| Jaar            | 2000 | 2011 | 2021 |
| --------------- | ---- | ---- | ---- |
| Aantal inwoners | 1052 | 675  | 618  |

## Ligging
De Põhimaantee 5, de hoofdweg van Pärnu naar Rakvere, komt door Särevere. De Tugimaantee 26, de secundaire weg van Türi naar Arkma, splitst zich hier af van de Põhimaantee 5. De rivier Pärnu en de rivier Prandi, een zijrivier van de Pärnu, stromen allebei door Särevere en komen ten zuidwesten van de plaats, in het dorp Vilita, bij elkaar.

## Geschiedenis
Särevere werd in 1564 voor het eerst genoemd onder de naam Serrefer, een dorp dat het centrum van een Wacke was. Een Wacke was een administratieve eenheid voor een groep boeren met gezamenlijke verplichtingen. In 1611 werden het dorp Serrefer en de bijbehorende watermolen een leengoed. Hieruit ontstond later in de 17e eeuw het landgoed Serrefer. Het dorp was in 1798 verdwenen; de watermolen was er nog. Het landgoed was eerst in handen van de familie von Uexküll-Güldenband en vanaf 1811 van de familie Schilling. De laatste eigenaar voor de onteigening door het onafhankelijk geworden Estland in 1919 was baron Walter Schilling, die ook het landgoed Mehhekül (Mäeküla) bezat.
Het houten landhuis van het landgoed, één woonlaag plus een zolder, is gebouwd in de jaren zestig van de 19e eeuw. Vermoedelijk had het een voorganger, die op dezelfde plaats stond. Sinds 1919 heeft het gebouw diverse scholen gehuisvest; sinds de jaren vijftig is het onderwijs gericht op techniek en landbouwwetenschappen. In 1955 kwam een nieuw schoolgebouw gereed; sindsdien is het voormalige landhuis een dependance, waarin ook een klein museum is gehuisvest. Naast het landhuis zijn ook enkele bijgebouwen bewaard gebleven.
In 1920 ontstond weer een nederzetting op het voormalige landgoed, die in 1977 de status van vlek (alevik) kreeg.

## Foto's

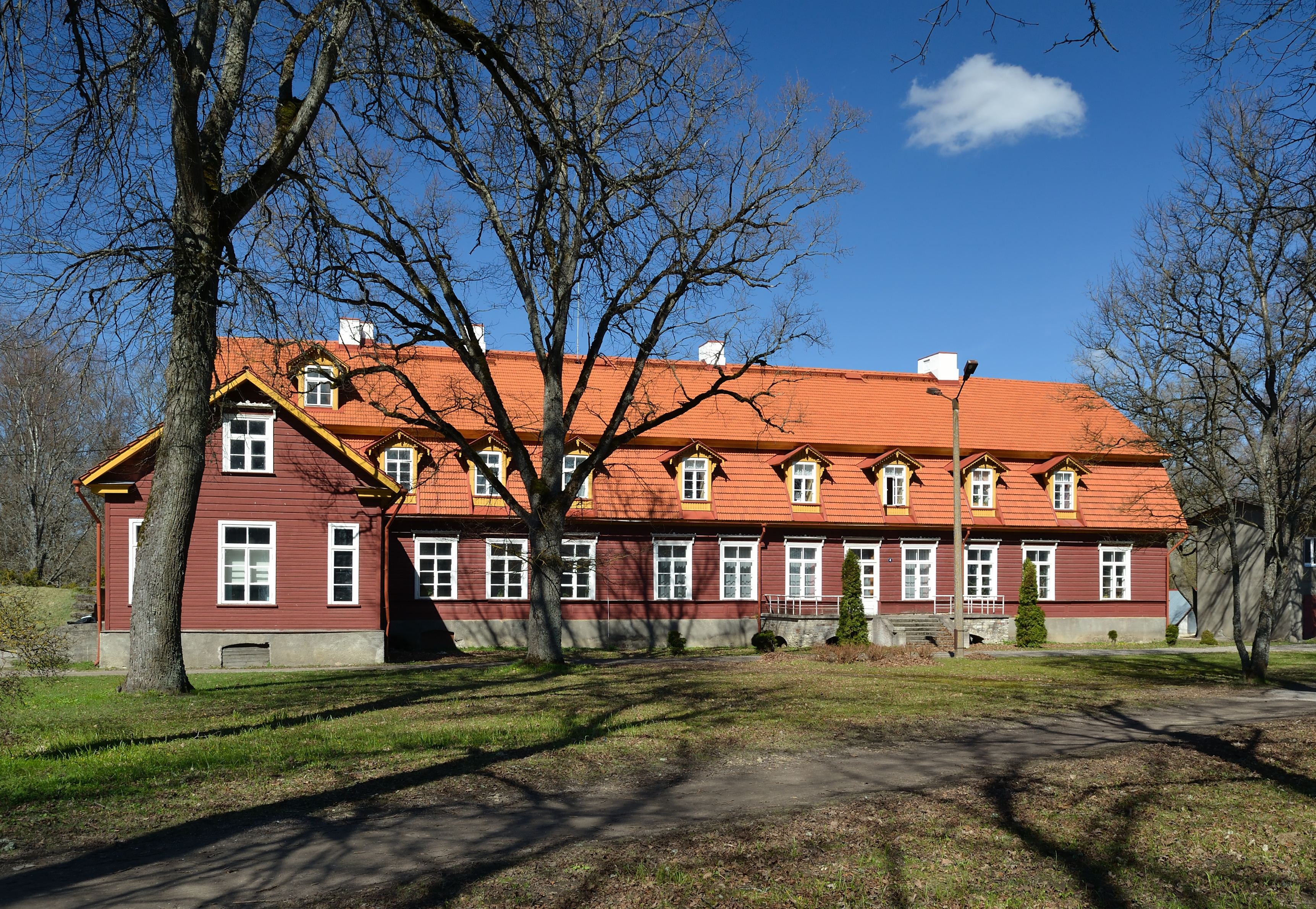
Het vroegere landhuis
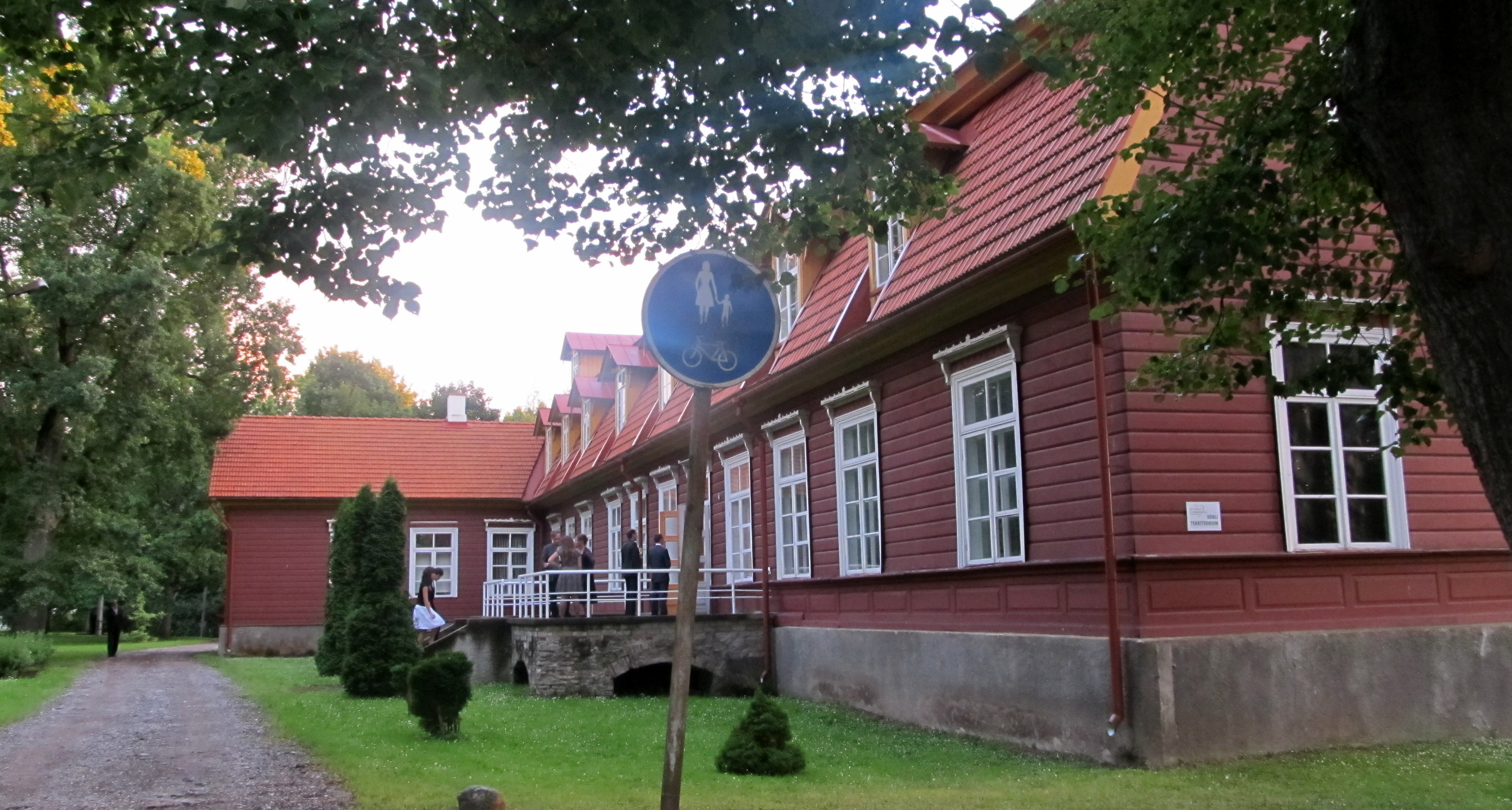
Zijaanzicht
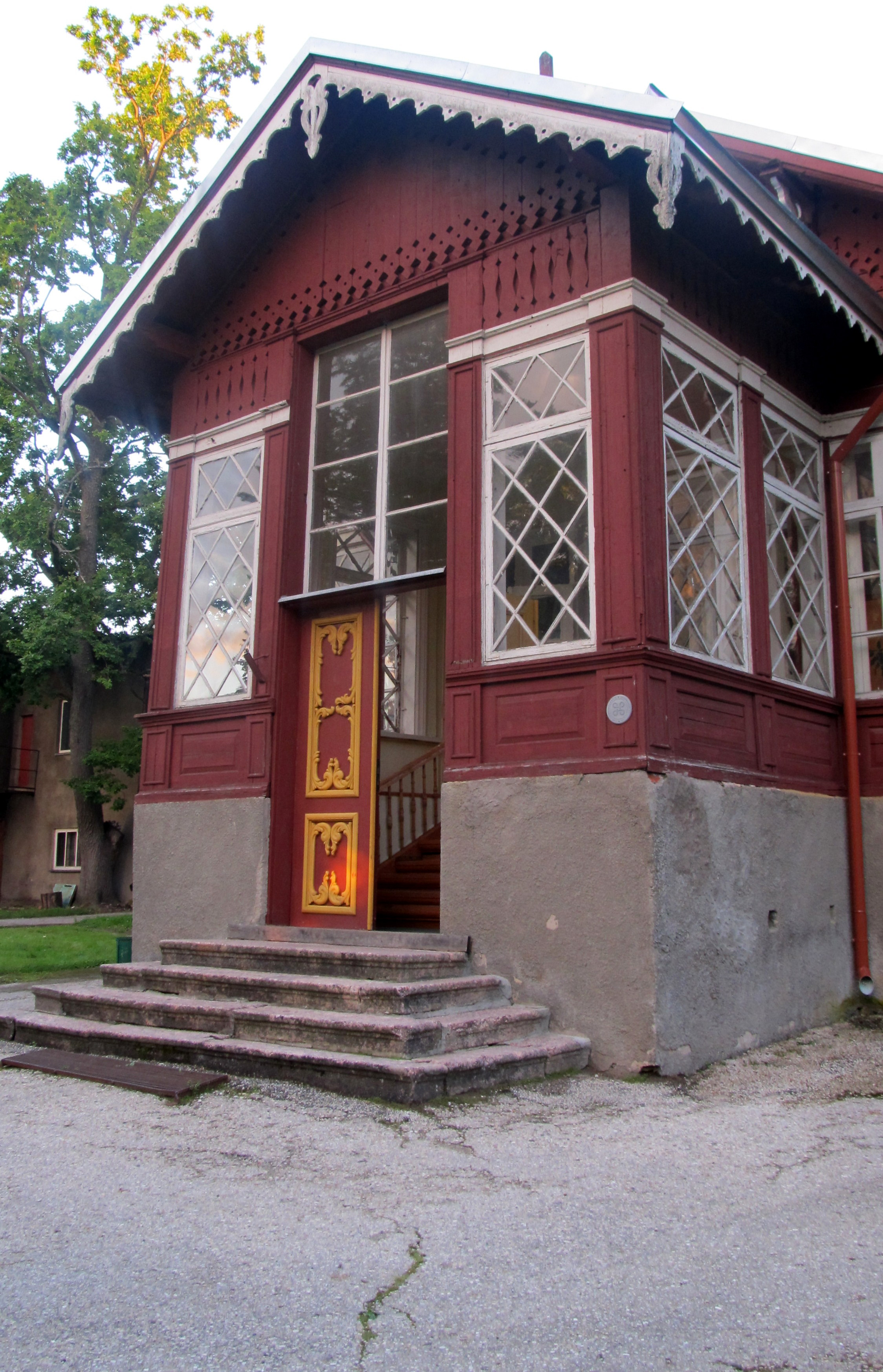
Veranda
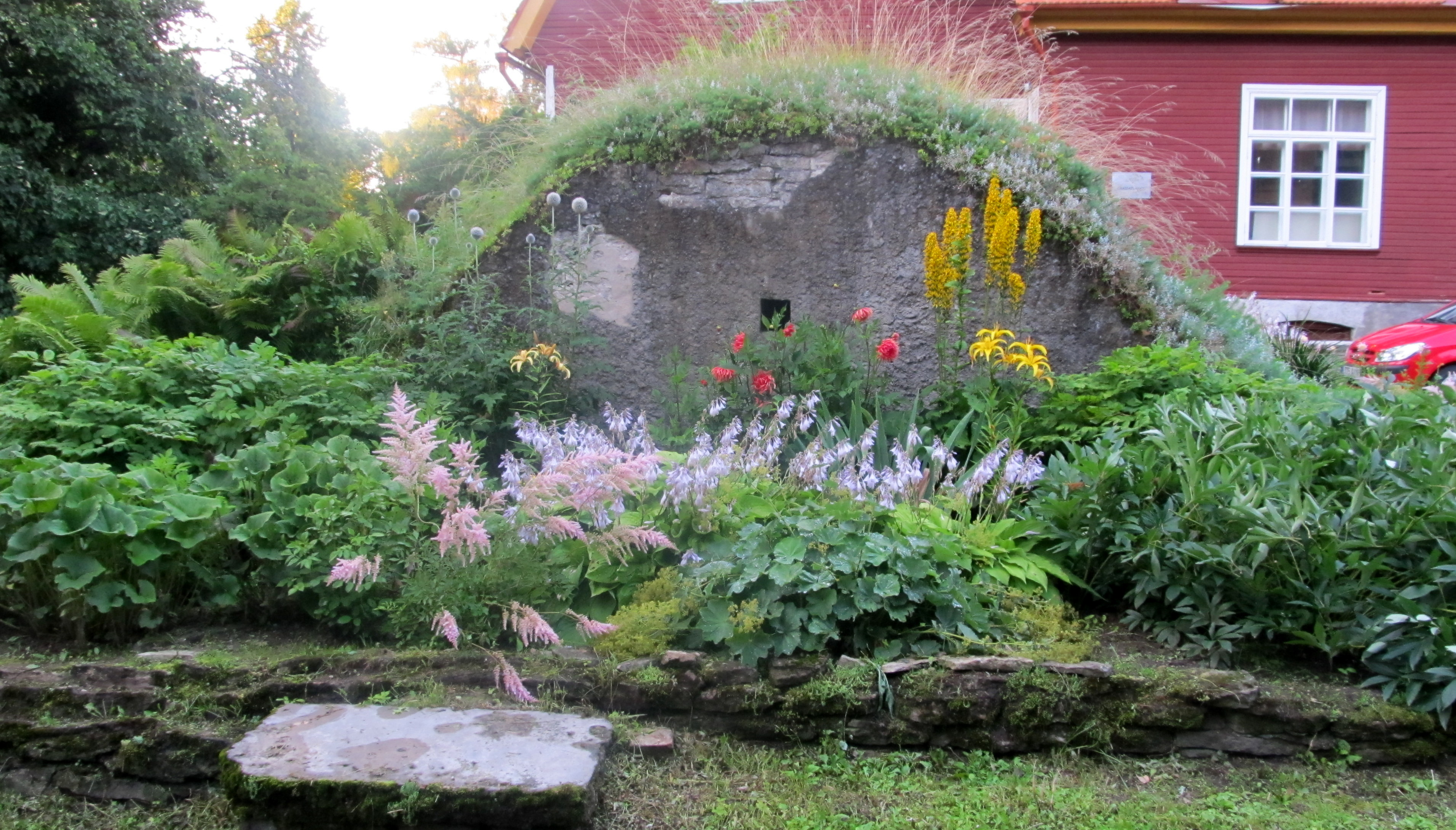
IJskelder
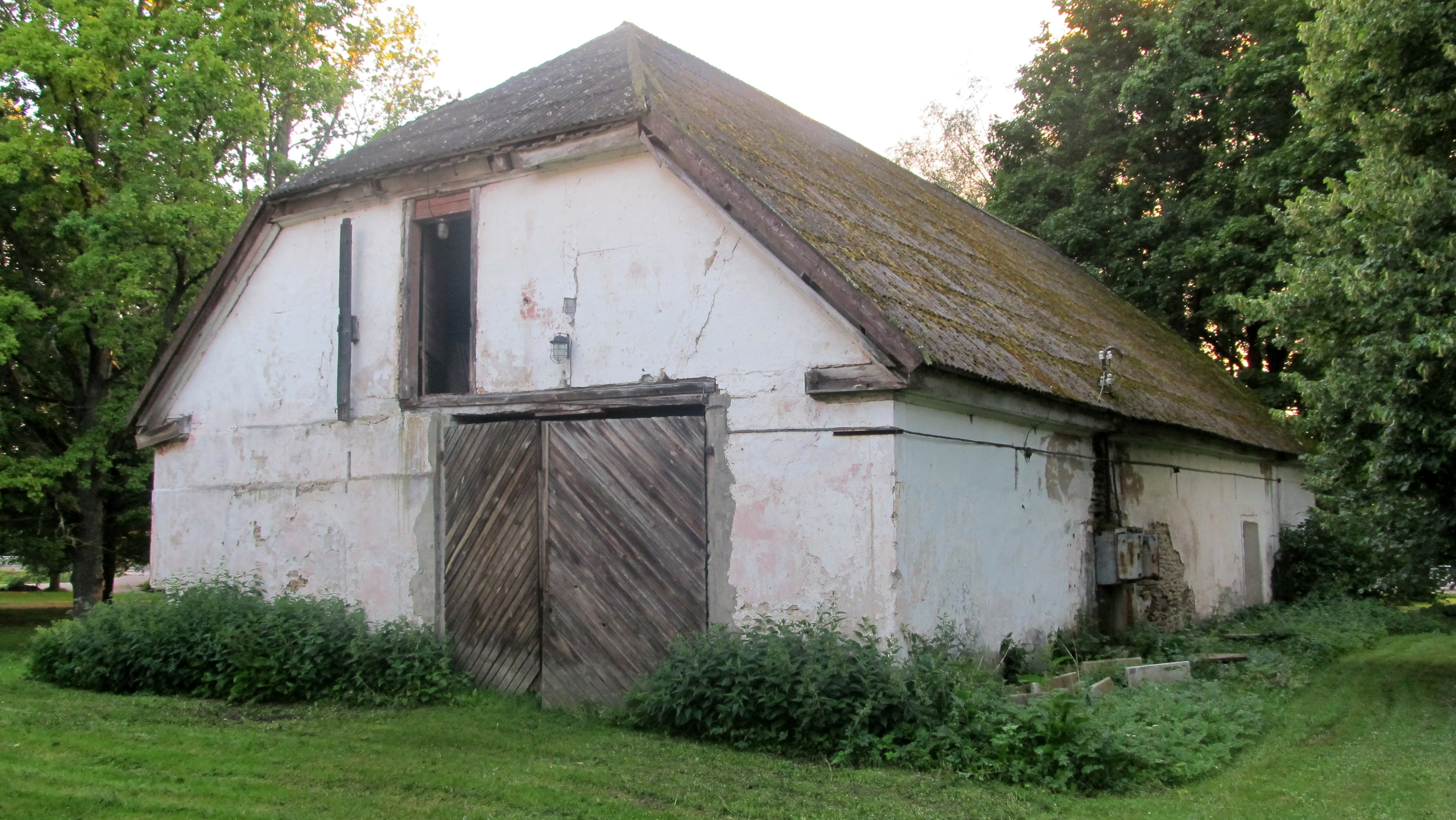
Opslagschuur
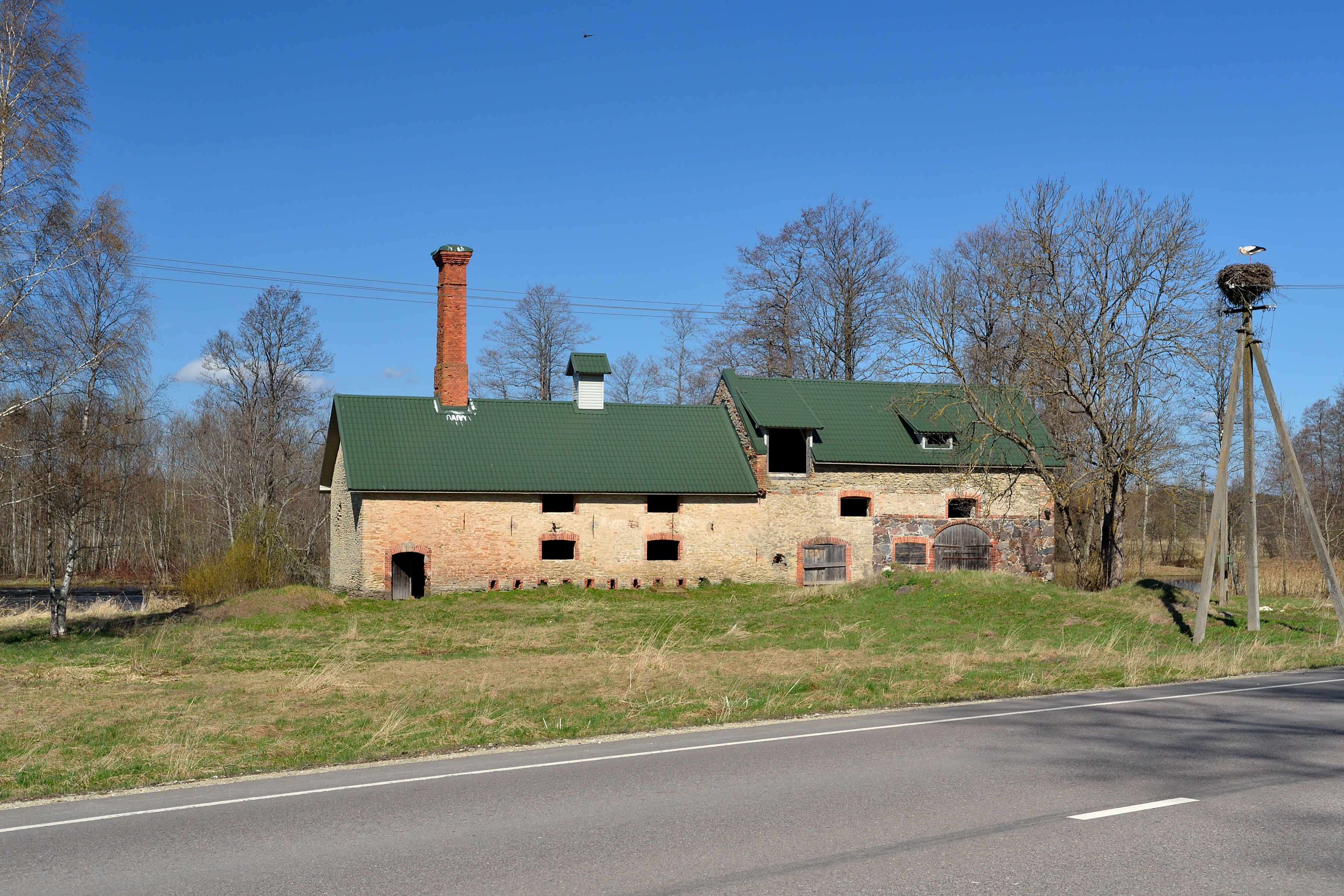
Droogschuur annex watermolen